# Batterij van Mont Canisy

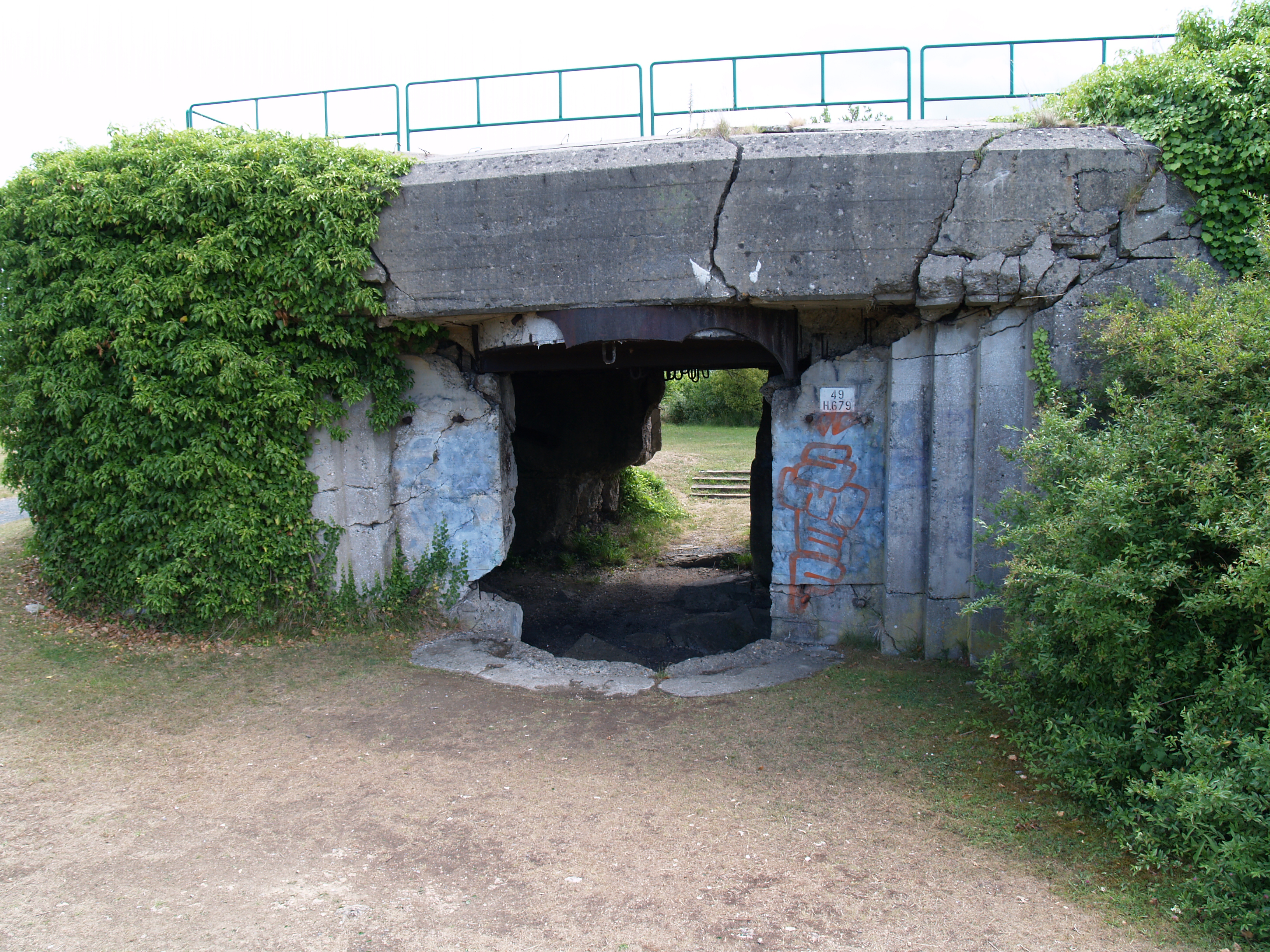
Kazemat van de batterij van Mont Canisy

De batterij van Mont Canisy was een verdedigingswerk op de top van Mont Canisy, nabij Benerville-sur-Mer, Frankrijk. De batterij maakte deel uit van de door Duitsland gebouwde Atlantikwall tijdens de Tweede Wereldoorlog. De batterij van Mont Canisy werd gebouwd vanwege een dreigende geallieerde invasie.
Vanaf de top had men een uitstekend zicht op de gehele Seinebaai en de haven van Le Havre. Er werden zes plateaus aangelegd, die allen werden voorzien van Franse 155 mm kanonnen.